# Taeromys
Taeromys és un gènere de rosegadors de la família dels múrids. Les set espècies d'aquest grup són oriündes de l'illa de Sulawesi (Indonèsia). Tenen una llargada de cap a gropa de 19–25 cm i la cua de 16–30 cm. El seu hàbitat natural són els boscos de diferents tipus. S'alimenten de fruita, fulles i insectes. No se sap gaire cosa més sobre el seu estil de vida.